# Barranc de la Roca Plana
El barranc de la Roca Plana és un barranc del Pallars Jussà que discorre al límit del terme municipal de Castell de Mur (antic terme de Mur), en territori de Vilamolat de Mur, i Sant Esteve de la Sarga.
És la continuïtat del barranc de Carboners, en el darrer tram de recorregut. Aquest barranc, tot ell, és el límit entre els dos municipis suara esmentats.